# Combichrist
A Combichrist egy indusztriális metal/aggrotech együttes. 2003-ban alakult, jelenleg Atlantában van a székhelyük. Az együttest a norvég énekes, Andy LaPlegua alapította. A zenekar eleinte szóló projekt volt. LaPlegua először D.r.i.v.E néven írt egy dalt, amely a "Thanx to My Buddies" címet kapta. Ez a dal a powernoise illetve a techno stílusában készült. Ez a dal később a Combichrist "Everybody Hates You" című albumára is felkerült. Ezután Hudlagerre változott a projekt neve, majd LaPlegua egy fanzine-je alapján Combichristra változtatta a nevet. A zenekar eleinte LaPlegua szóló projektjeként működött, az évek alatt azonban több tag csatlakozott hozzá.

## Tagok
- Andy LaPlegua - ének (2003-)
- Eric13 - gitár, vokál (2014-)
- Will Spodnik - ütős hangszerek
- Dane White - dob (2019-)

## Diszkográfia
- The Joy of Gunz (2003)
- Everybody Hates You (2005)
- What the Fuck is Wrong with You People? (2007)
- Today We Are All Demons (2009)
- Making Monsters (2010)
- No Redemption (Official Devil May Cry (DmC) Soundtrack) (2013)
- We Love You (2014)
- This is Where Death Begins (2016)
- One Fire (2019)